# プア充
プア充（プアじゅう）とは現代社会において提唱されている充実した生き方の形式。プア充とされるような生き方というのは、経済的に困難な状況であっても、充実した生き方であるという形式である。このことからプア充というのは、普通の日本人の生き方であるような、就職をして同じ会社で昇進や昇給を目指して働くというような形式とはならないということである。かつての日本人ならば会社に長時間拘束されて働いていたはずのその時間を、自身のための時間として費やすようになるということである。現代社会というのは物を入手しようと思ったならば、格安の店や通信販売が充実しており、大した金額をかけなくても物質的に豊かな生活をするということが可能となっているということからもプア充となりやすくなっているということである。